# Штучна нафта
Шту́чна на́фта — вуглеводнева нафтоподібна рідина, яку одержують штучним способом із різної сировини, зокрема, пластику.
Першу виробничу лінію одержання штучної нафти ввело в експлуатацію в 2015 році Міністерство охорони навколишнього середовища Ізраїлю в промисловій зоні Рамат-Ховевей (пустеля Негев). Фабрика може з 1 т пластикового сміття отримати 600 кг нафти. Переробці підлягає будь-яка пластикова сировина — від відпрацьованої упаковки до старих дитячих іграшок.
Штучну нафту одержали американські вчені, сировина — водорості, тривалість процесу — близько 1 години.